# Bojan Križaj
Bojan Križaj (Kranj, Yugoslavia, 3 de enero de 1957) es un deportista yugoslavo que compitió en esquí alpino.

## Trayecoria
Ganó una medalla de plata en el Campeonato Mundial de Esquí Alpino de 1982, en la prueba de eslalon. En la Copa del Mundo consiguió ocho victorias y 33 podios en total.
Participó en tres Juegos Olímpicos de Invierno, entre los años 1976 y 1984, ocupando el cuarto lugar en Lake Placid 1980 (eslalon gigante) y el séptimo en Sarajevo 1984 (eslalon).
Fue el abanderado de Yugoslavia en las ceremonias de apertura de los Juegos Olímpicos de Lake Placid 1980 y Calgary 1988.
Fue nombrado «Deportista masculino del año» en su país en cinco ocasiones: 1975, 1979, 1980, 1982 y 1987.

## Palmarés internacional
| Campeonato Mundial | Campeonato Mundial   | Campeonato Mundial | Campeonato Mundial |
| Año                | Lugar                | Medalla            | Prueba             |
| ------------------ | -------------------- | ------------------ | ------------------ |
| 1982               | Schladming (Austria) | Medalla de plata   | Eslalon            |